# Leskovec, Ivančna Gorica
Leskovec este o localitate din comuna Ivančna Gorica, Slovenia, cu o populație de 98 de locuitori.